# Lady Salmakia
Lady Salmakia er en fiktiv gallivespiansk spion i Philip Pullmans trilogi om Det gyldne kompas. Hun bliver sendt efter Will og Lyra for at hjælpe dem og ender med at modtage ordrer fra dem. Hun er beskrevet som "stærk, hensynsløs og stolt". Hun er også langt mere rolig og individuelt diplomatisk anlagt end hendes partner, Chevalier Tialys. Da Lyra på ordentlig på hende første gang, faktisk længe efter deres første møde, giver hun Lyra et moderligt slag indeni. Lady Salmakia er ikke smuk, men hendes ansigt er netop sådant et ansigt en lidende person ville blive glad for at se og om hendes stemme med en dejlig latter, tænker Lyra, at den ville være ideel til at læse højt for et barn. Salmakia bærer et lignende kostume til Tialys', med sporede fødder og en grøn bluse, men med en sølv nederdel. 
Ladyen møder børnene første gang sammen med Tialys og har tilsyneladende en uvilje som Tialys (Tialys specielt til Lyra). Hun angriber Pantalaimon, efter Lyra griner over hendes meget lille størrelse (Gallivespianere er ikke end mere 10 cm høje og lever ikke ret længe) og vil til at stikke sin spore i Pantalaimon. Dette bliver Lyra selvfølgelig meget krænket over. Ladyen må senere afdramatisere situationen mellem Tialy og Iorek Byrnison, da han afslører at spionerne blot har været med dem for at kunne reportere om dem til deres øverst befalede. 
Senere på båden på vej til De Dødes Land, spekulerer Salmakia på om gallivespianere også har daimoner og turen forårsager også hende og Tialys frygtelige smerter i hjertet. Da de når De Dødes Land, sniger ladyen sig op på No-Name harpyen og sætter sin spore i hendes fod, men det har ikke rigtig nogen effekt. Ladyen forhandler senere med harpyen, og de går med til at de fremtidige spøgelser der kommet til landet, skal fortælle harpyerne sande historier fra De Levendes Land. Situationen bliver endnu mere positiv, da No-Name redder Lyras liv; og Salmakia takker endnu engang harpyen for hendes godhed. Salmakia, trofast mod hendes milde ansigt og næsten moderlige adfærd, skynder på de andre, da de skal over Afgrunden. 
Lady Salmakia dør kort tid efter Tialys, da hendes sidste kræfter er sluppet op. Hun har, ligesom Tialys, gjort et varigt indtryk på børnene. Hun bliver begravet i en grav ved siden af Tialys. 